# Calyptranthes baracoensis
Calyptranthes baracoensis är en myrtenväxtart som beskrevs av Attila L. Borhidi. Calyptranthes baracoensis ingår i släktet Calyptranthes och familjen myrtenväxter. Inga underarter finns listade i Catalogue of Life.